# Bo Ralph
Bo Rune Ingemar Ralph (né le 4 octobre 1945 à Göteborg) est un linguiste suédois et professeur en langues nordiques au département des études de Langue suédoise à l'université de Göteborg. Il est élu membre de l'Académie suédoise le 15 avril 1999. À ce poste, Bo Ralph succède au philosophe et sociologue Torgny Segerstedt. 